# 6122 Генрард
6122 Генрард (6122 Henrard) — астероїд головного поясу, відкритий 21 вересня 1987 року.
Тіссеранів параметр щодо Юпітера — 3,529.